# Пій-Хемський кожуун
Пій-Хемський кожуун (тив.: Бии-Хем кожуун) — район республіки Тива Російської Федерації. Центр — місто Туран. Утворений 16 червня 1932 року. Територія 9200 км², населення станом на 1 січня 2015 року 9892 чоловік.

## Адміністративний поділ
До складу кожууна входять 1 місто та 7 сільських поселень:
- Туран — місто, центр кожууна
- Сесерлиг
- Тарлаг
- Уюк
- Аржаан
- Севі
- Хадин
- Суш

## Розташування
Пій-Хемський кожуун межує на південному сході та північному заході з Кизилським кожууном, на сході з Тоджинським кожууном, на півночі кордон з Красноярським краєм, на заході з Улуг-Хемським кожууном.

## Клімат
Клімат кожууна визначається його центральним становищем по відношенню до інших районів Тиви та складним, гористим рельєфом. Все це обумовлює континентальність клімату та малу кількість опадів, тривалу прохолодну зиму та спекотне літо.